# Усадьба Биппенов
Усадьба Биппенов, или усадьба Преображенская — старинная усадьба, принадлежавшая русскому дворянскому роду Биппенов. Расположена в Кингисеппском районе Ленинградской области, в посёлке Преображенка. Памятник архитектуры регионального значения.

## История
В 1797 году император Павел I пожаловал деревни Новую и Остров в нижнем течении реки Луга полковнику лейб-гвардии Уланского полка Егору Карловичу Рённе, представителю дворянства Курляндской губернии. Его вдова в 1841 году продала деревни жене генерал-майора Анне Фёдоровне Биппен. К тому времени имение состояло из двух частей: на левом берегу Луги находилась мыза Коровина, где был выстроен господский дом и службы, разбит пейзажный парк; а напротив, на другом берегу реки, находился полумызок Преображенский, где расположился скотный двор и пивоваренный завод. В 1869 году поместье унаследовали сыновья Анны Федоровны — полковник Александр и действительный статский советник сенатор Василий Николаевич Биппены. Они разделили территорию на две части. Полумызок Преображенский достался Василию Николаевичу.
Василий Биппен благоустроил усадьбу, выстроил каменный барский дом и службы, высадил в парке липы, дубы, березы, ели, тую, а окружающий лес расчистил под лесопарк. Здание усадьбы представляло собой соединение кирпичного и русского стилей. Стены из красного кирпича по верху были украшены изразцами, балконы имели ажурные решетки. Балки, поддерживающие крышу, покрыты резьбой, башня с южной стороны дома придавала облику усадьбы особенную живописность. Экономичность открытой кирпичной кладки в сочетании с художественной отделкой по мотивам народного творчества соответствовали архитектурным веяниям того времени. Биппены использовали усадьбу как дачу. Хозяйственных построек здесь не было.
После революции 1917 года в здании находилась психиатрическая больница.

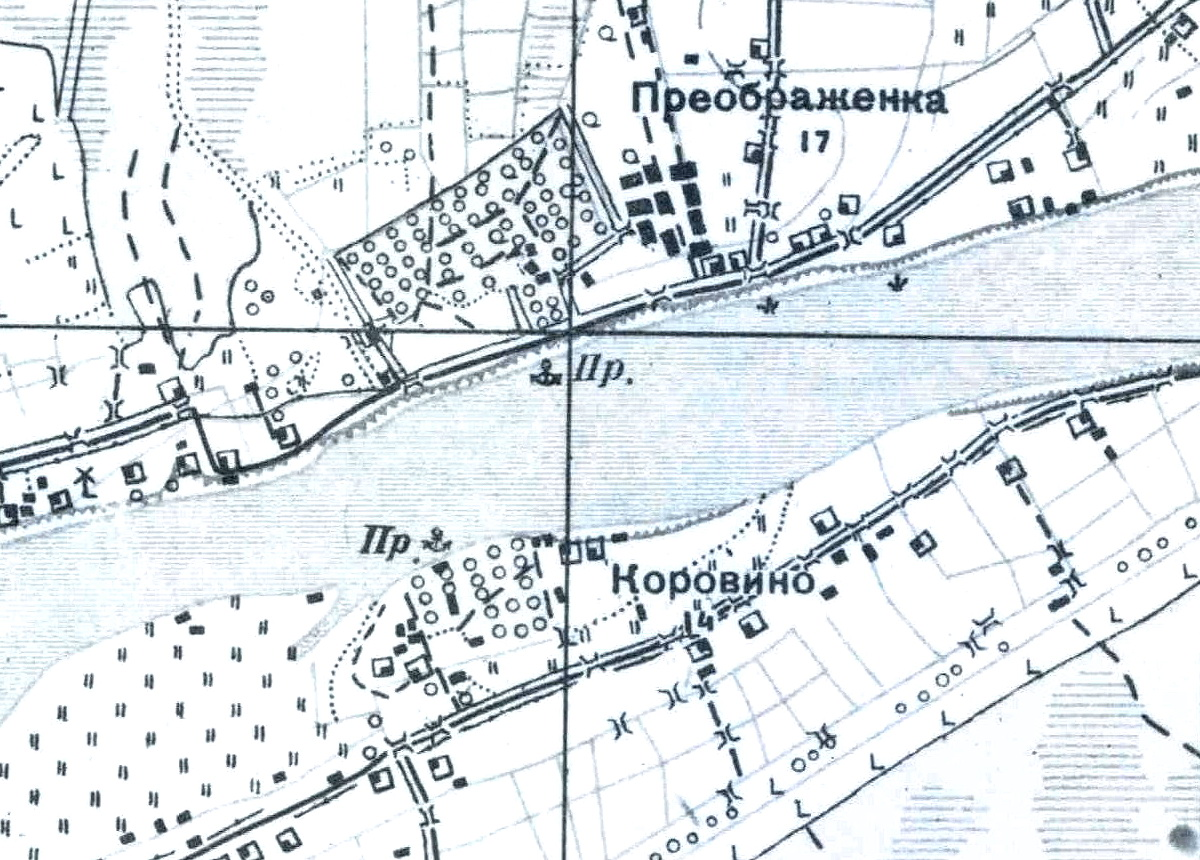
Усадьба Преображенка на карте 1930 года

В 1995 году на усадебной территории был открыт центр реабилитации наркозависимых и алкоголиков «Новая жизнь».
В 2017 году на территории усадьбы была найдена могила Николая Биппена  — бывшего Астраханского губернатора и сенатора Российской империи. 

## Галерея

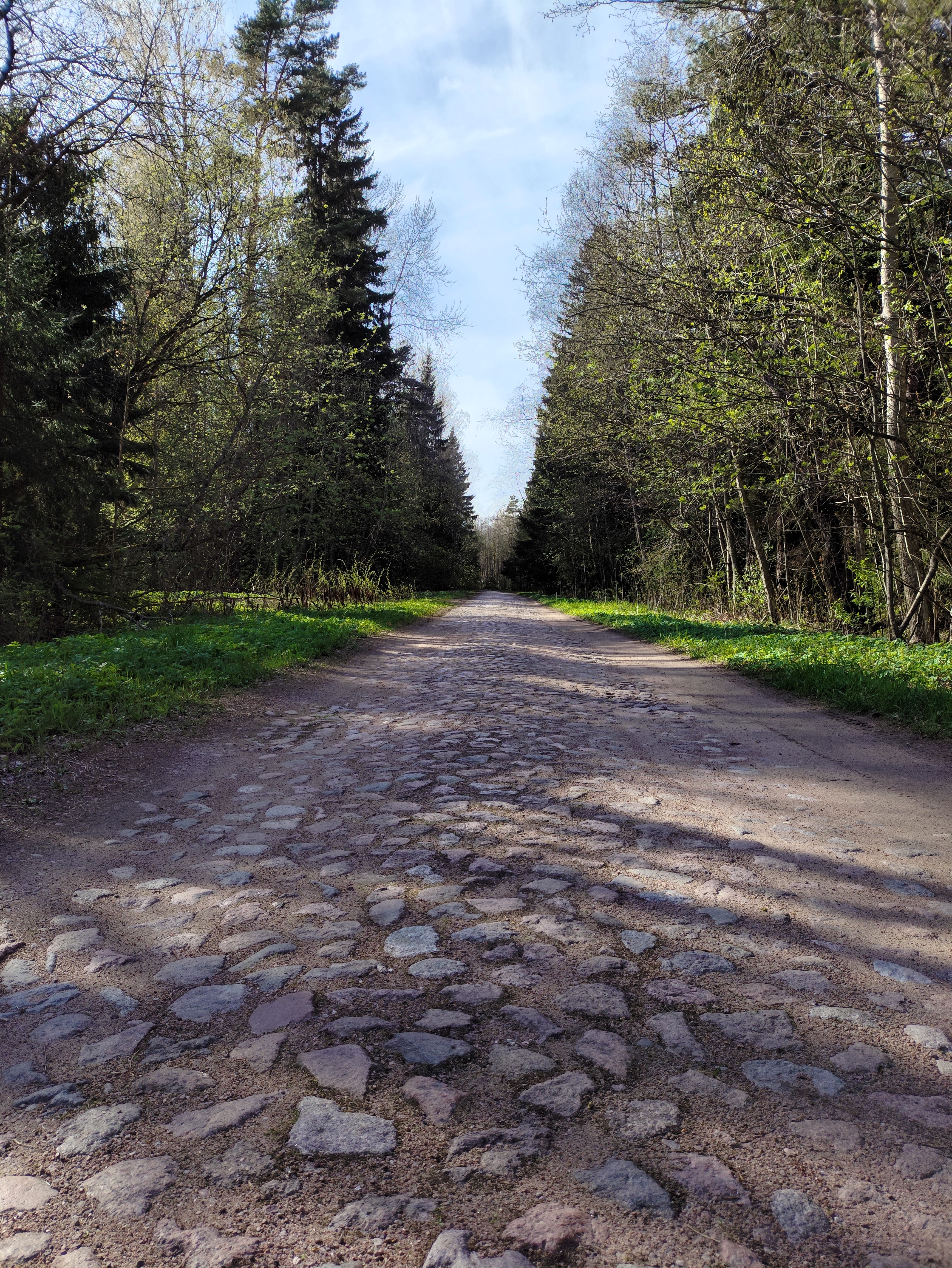
Остатки брусчатки на территории усадьбы
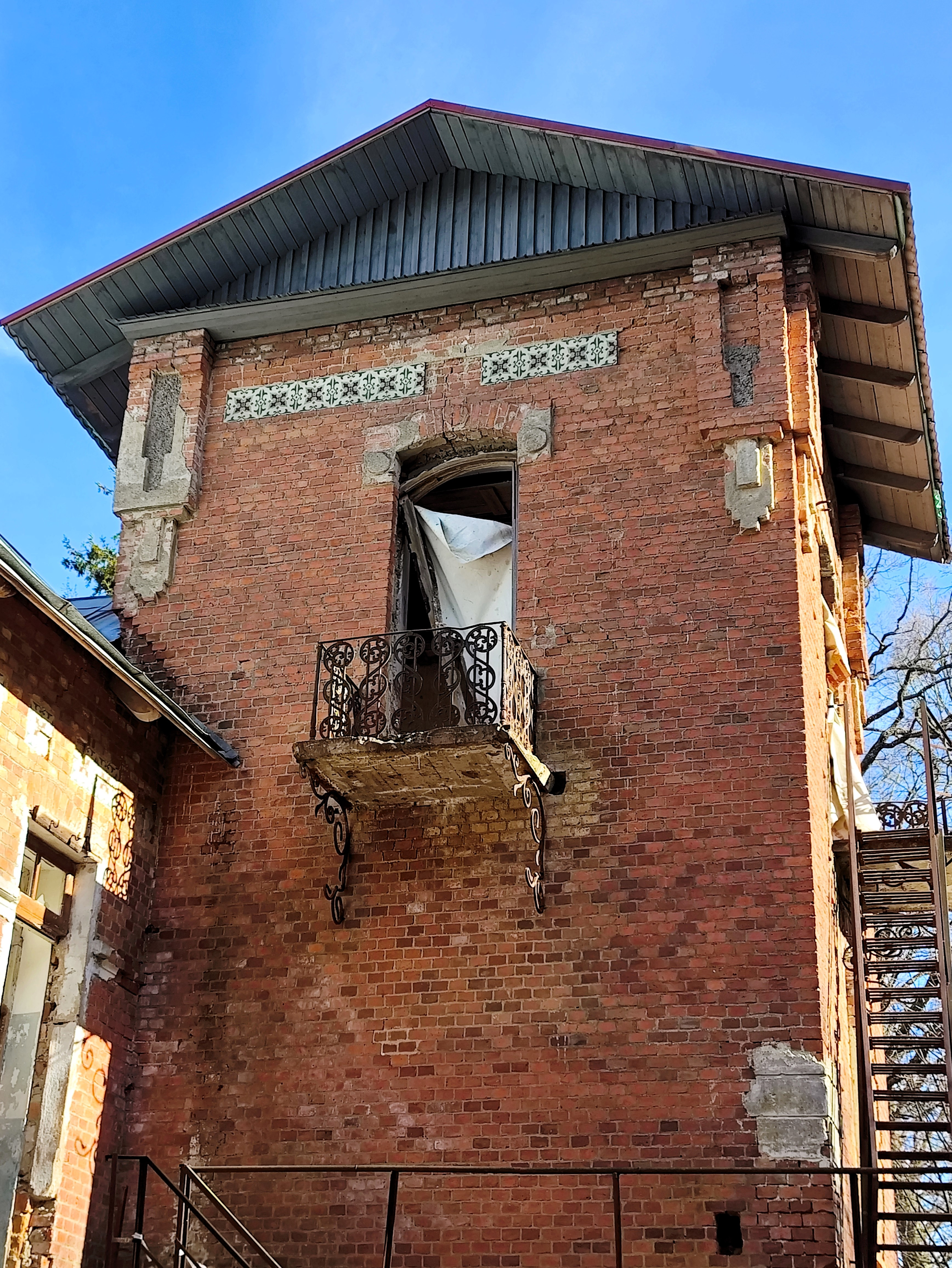
Господский дом
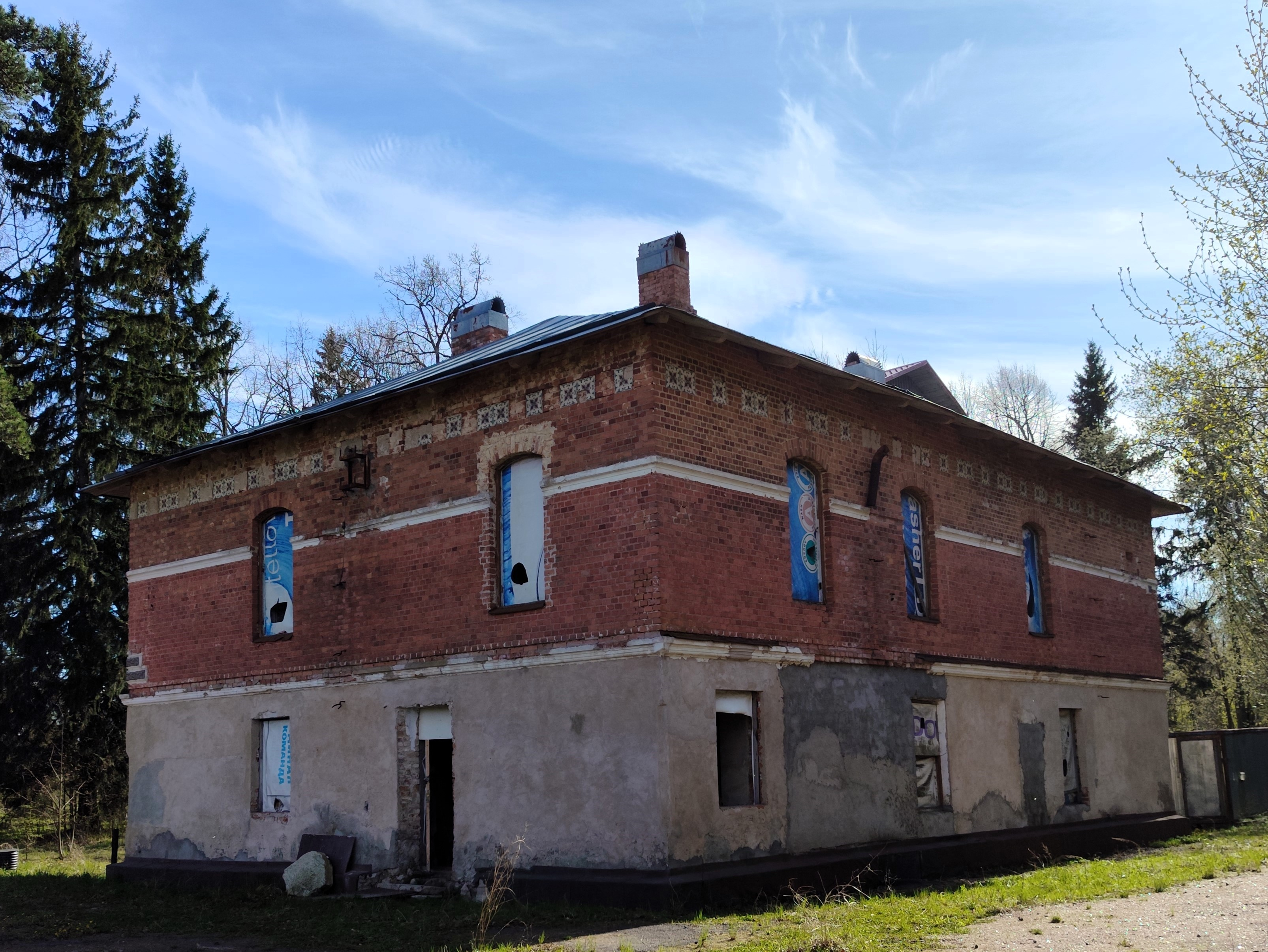
Тыльная сторона  господского дома